# Liste von Burgen, Schlössern und Festungen im Département Seine-Maritime
Die Liste von Burgen, Schlössern und Festungen im Département Seine-Maritime listet bestehende und abgegangene Anlagen im Département Seine-Maritime auf. Das Département zählt zur Region Normandie in Frankreich.

Wappen des Départements Seine-Maritime (76)
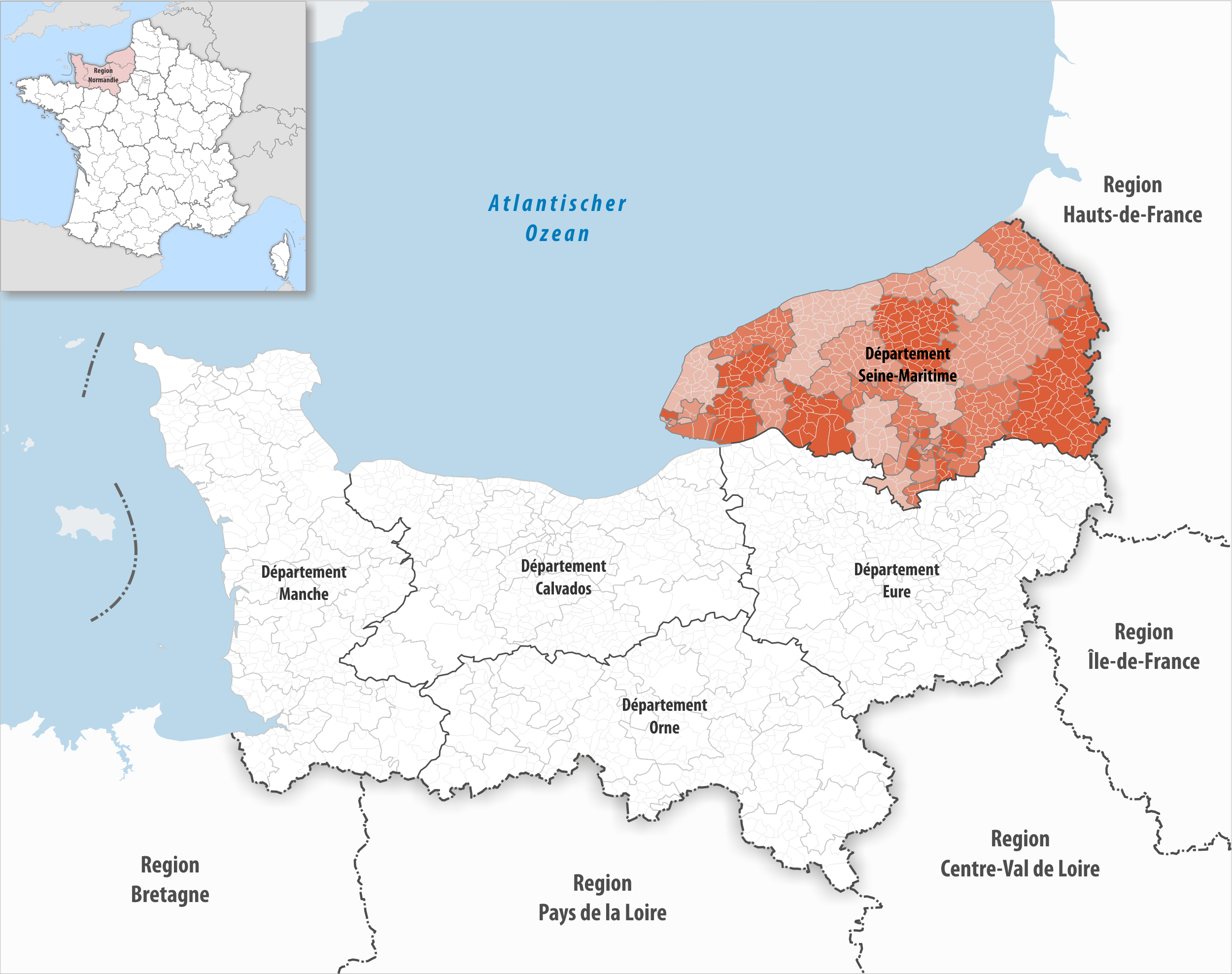
Lage des Départements Seine-Maritime in der Region Normandie
Lage der Region Normandie in Frankreich

## Liste
Bestand am 15. September 2022: 55
| Name deu / fra                                                   | Gemeinde / Lage                                      | Typ (Untertyp)       | Bemerkungen | Bild |
| ---------------------------------------------------------------- | ---------------------------------------------------- | -------------------- | --- | ---- |
| Schloss Ambrumesnil Château d'Ambrumesnil                        | Ambrumesnil                                          | Schloss              | |      |
| Herrenhaus Ango Manoir d'Ango                                    | Varengeville-sur-Mer 49,900709° N, 0,994944° O       | Burg (Herrenhaus)    | Großes normannisches Herrenhaus im Stil einer Burg aus dem 16. Jahrhundert |      |
| Schloss Antiville Château d'Antiville                            | Goderville 49,641861° N, 0,401407° O                 | Schloss              | |      |
| Burg Arques-la-Bataille Château d'Arques-la-Bataille             | Arques-la-Bataille 49,877235° N, 1,127054° O         | Burg                 | Ruine |      |
| Herrenhaus Auffay Manoir d'Auffay                                | Oherville 49,728467° N, 0,681898° O                  | Schloss (Herrenhaus) | |      |
| Herrenhaus Aumônerie Manoir de l'Aumônerie (Ferme des Templiers) | Saint-Martin-de-Boscherville                         | Schloss (Herrenhaus) | Heute ein Museum |      |
| Schloss Auvilliers Château d'Auvilliers                          | Auvilliers                                           | Schloss              | |      |
| Schloss Les Aygues Château des Aygues                            | Étretat                                              | Schloss              | |      |
| Schloss Bailleul Château de Bailleul                             | Angerville-Bailleul 49,674204° N, 0,450003° O        | Schloss              | |      |
| Schloss Bernouville Château de Bernouville                       | Hautot-sur-Mer 49,9042° N, 1,0313° O                 | Schloss              | |      |
| Schloss Bosc-le-Comte Château de Bosc-le-Comte                   | Saint-Pierre-le-Vieux                                | Schloss              | |      |
| Schloss Le Bosc-Théroulde Château du Bosc-Théroulde              | Bosc-Guérard-Saint-Adrien                            | Schloss              | |      |
| Schloss Bosmelet Château de Bosmelet                             | Auffay 49,701142° N, 1,125546° O                     | Schloss              | |      |
| Schloss Cany Château de Cany                                     | Cany-Barville 49,7669° N, 0,6303° O                  | Schloss              | |      |
| Herrenhaus Le Catel Manoir du Catel                              | Écretteville-lès-Baons 49,625234° N, 0,688325° O     | Schloss (Herrenhaus) | |      |
| Herrenhaus Le Clap Manoir du Clap                                | La Cerlangue                                         | Schloss (Herrenhaus) | |      |
| Schloss Daubeuf Château de Daubeuf                               | Daubeuf-Serville                                     | Schloss              | |      |
| Burg Dieppe Château de Dieppe                                    | Dieppe 49,92473° N, 1,07026° O                       | Burg                 | |      |
| Schloss Ételan Château d'Ételan                                  | Saint-Maurice-d’Ételan 49,4664° N, 0,6281° O         | Schloss              | Heute ein Museum |      |
| Schloss Eu Château d'Eu                                          | Eu 50,0494° N, 1,4172° O                             | Schloss              | Heute das Rathaus und Museum |      |
| Burg Fécamp Château de Fécamp                                    | Fécamp 49,7549° N, 0,3798° O                         | Burg                 | Ruine |      |
| Schloss Filières Château de Filières                             | Gommerville 49,5616° N, 0,3722° O                    | Schloss              | |      |
| Schloss Fréfossé Château de Fréfossé                             | Le Tilleul                                           | Schloss              | |      |
| Schloss Galleville Château de Galleville                         | Doudeville 49,4352° N, 0,472° O                      | Schloss              | |      |
| Schloss Grosmesnil Château de Grosmesnil                         | Saint-Romain-de-Colbosc                              | Schloss              | |      |
| Schloss Herbouville Château d'Herbouville                        | Saint-Pierre-le-Vieux                                | Schloss              | |      |
| Schloss Janville Château de Janville                             | Paluel 49,8342° N, 0,6392° O                         | Schloss              | |      |
| Schloss Launay Château de Launay                                 | Saint-Paër                                           | Schloss              | |      |
| Burg Lillebonne Château de Lillebonne                            | Lillebonne                                           | Burg                 | Ruine |      |
| Schloss Le Manais Château du Manais                              | Ferrières-en-Bray 49,486° N, 1,7589° O               | Schloss              | |      |
| Schloss Maniquerville Château de Maniquerville                   | Maniquerville 49,696756° N, 0,347502° O              | Schloss              | An der Stelle des im Jahr 2000 durch einen Brand zerstörten Schlosses aus dem 18. Jahrhundert entstand bis 2008 ein Neubau mit Rekonstruktion der Fassade. Das Gebäude wird seit 2009 als Hotel genutzt. Der Schlosspark ist der Öffentlichkeit zugänglich. |      |
| Schloss Martainville Château de Martainville                     | Martainville-Épreville 49,458453° N, 1,293737° O     | Schloss              | Heute ein Museum |      |
| Schloss Mauny Château de Mauny                                   | Mauny                                                | Schloss              | |      |
| Schloss Mesnières Château de Mesnières                           | Mesnières-en-Bray 49,762296° N, 1,381778° O          | Schloss              | |      |
| Schloss Le Mesnil-Geoffroy Château du Mesnil-Geoffroy            | Ermenouville 49,812318° N, 0,783473° O               | Schloss              | |      |
| Schloss Miromesnil Château de Miromesnil                         | Tourville-sur-Arques 49,514° N, 1,456° O             | Schloss              | Gästezimmer |      |
| Schloss Neuf-Marché Château de Neuf-Marché                       | Neuf-Marché                                          | Schloss              | |      |
| Schloss Orcher Château d'Orcher                                  | Gonfreville-l’Orcher 49,496758° N, 0,246381° O       | Schloss              | |      |
| Herrenhaus Oudalle Manoir d'Oudalle                              | Oudalle                                              | Schloss (Herrenhaus) | |      |
| Herrenhaus Pierre Corneille Manoir de Pierre Corneille           | Petit-Couronne 49,389572° N, 1,021256° O             | Schloss (Herrenhaus) | Heute ein Museum |      |
| Herrenhaus Préfontaine Manoir de Préfontaine                     | Épouville                                            | Schloss (Herrenhaus) | |      |
| Schloss La Rivière-Bourdet Château de la Rivière-Bourdet         | Quevillon 49,2448° N, 0,5642° O                      | Schloss              | |      |
| Burg Robert Le Diable Château de Robert le Diable                | Moulineaux 49,3396° N, 0,9597° O                     | Burg                 | Ruine |      |
| Burg Rouen Château de Rouen                                      | Rouen 49,446475° N, 1,094396° O                      | Burg                 | Der Turm Jeanne d’Arc ist als Donjon einer der letzten Reste der um 1200 erbauten Burg. Hier wurde Jeanne d’Arc 1431 von den Richtern verhört. |      |
| Schloss La Sainte-Trinité Château de la Sainte-Trinité           | Saint-Pierre-le-Vieux                                | Schloss              | |      |
| Schloss Sassetot Château de Sassetot                             | Sassetot-le-Mauconduit                               | Schloss              | |      |
| Herrenhaus Les Sources Manoir des Sources                        | Moulineaux                                           | Schloss (Herrenhaus) | |      |
| Schloss Le Taillis Château du Taillis                            | Duclair 49,468° N, 0,8525° O                         | Schloss              | Heute ein Museum |      |
| Burg Tancarville Château de Tancarville                          | Tancarville 49,293° N, 0,2751° O                     | Burg                 | Ruine |      |
| Schloss Le Val des Leux Château du Val des Leux                  | Mauny                                                | Schloss              | |      |
| Herrenhaus Vardes Manoir de Vardes                               | Neuf-Marché                                          | Schloss (Herrenhaus) | |      |
| Schloss Varengeville-sur-Mer Château de Varengeville-sur-Mer     | Varengeville-sur-Mer 49,902697° N, 1,001243° O       | Schloss              | |      |
| Schloss Le Vaudroc Château du Vaudroc                            | Limpiville 49,6836° N, 0,5012° O                     | Schloss              | |      |
| Herrenhaus Villers Manoir de Villers                             | Saint-Pierre-de-Manneville 49,389488° N, 0,929753° O | Schloss (Herrenhaus) | |      |
| Schloss Yville Château d'Yville                                  | Yville-sur-Seine 49,397335° N, 0,878311° O           | Schloss              | |      |